# Oberthal (Sarre)
Pour les articles homonymes, voir Oberthal.
Oberthal (en Sarrois Oberdal) est une commune de l'arrondissement de Saint-Wendel en Sarre, Allemagne. Elle est située à environ 7 km au nord-ouest de Saint-Wendel, et 35 km au nord de Sarrebruck.

## Géographie

### Quartiers
- Gronig, Güdesweiler, Oberthal, Steinberg-Deckenhardt.